# Microdon rieki
Microdon rieki är en tvåvingeart som beskrevs av Paramonov 1957. Microdon rieki ingår i släktet myrblomflugor, och familjen blomflugor. Inga underarter finns listade i Catalogue of Life.